# Achain

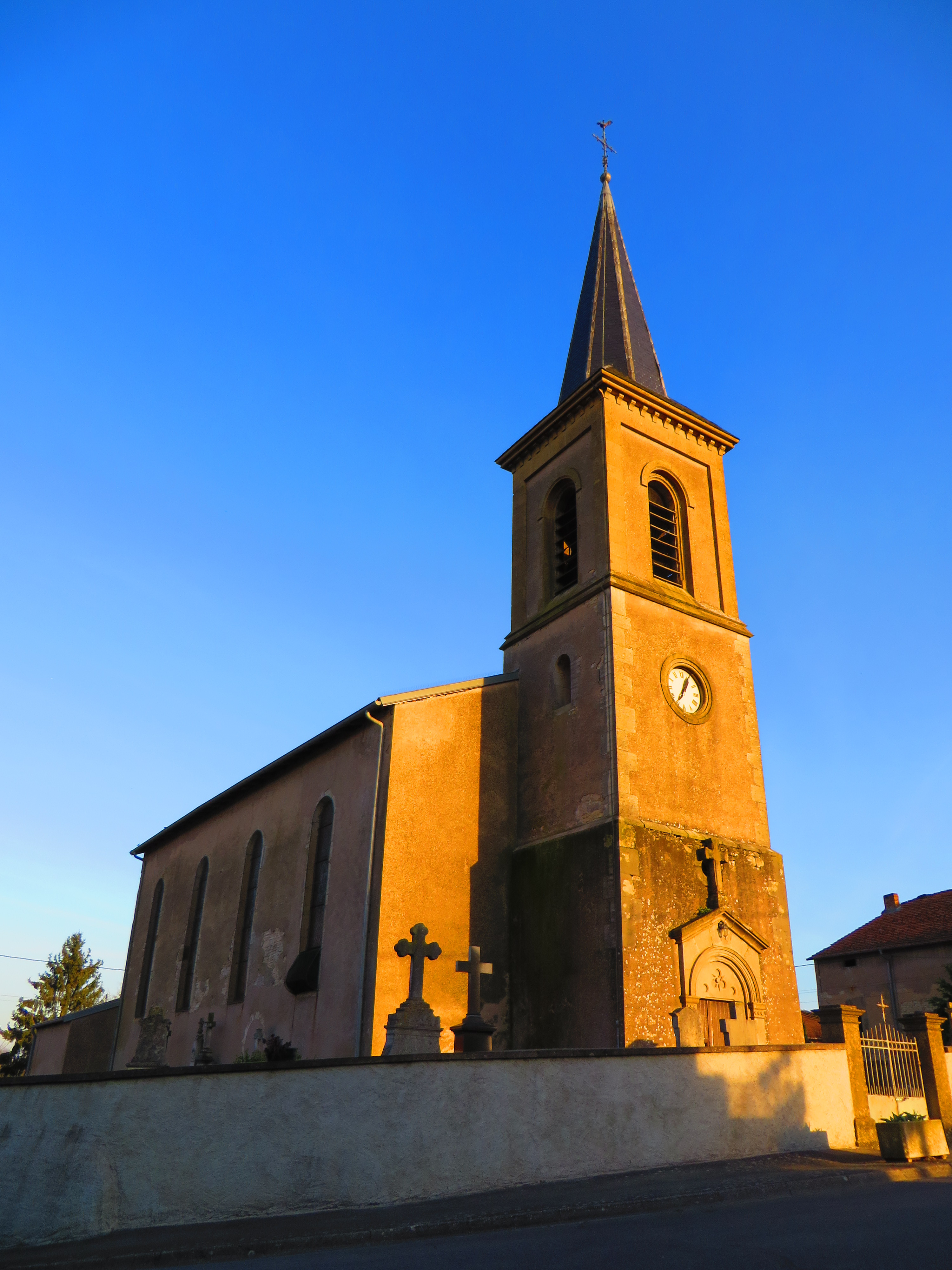
Kirche St. Michel

Achain [aʃɛ̃] (deutsch Eschen, früher Eschem) ist eine französische Gemeinde mit 79 Einwohnern (Stand 1. Januar 2022) im Département Moselle in der Region Grand Est (bis 2015 Lothringen). Sie gehört zum Arrondissement Sarrebourg-Château-Salins, zum Kanton Le Saulnois und zum Kommunalverband Saulnois.

## Geographie
Achain liegt in Lothringen, etwa 45 Kilometer südöstlich von Metz und zwölf Kilometer nördlich von Château-Salins im Saulnois (Salzgau) auf einer Höhe zwischen 227 und 330 Metern über dem Meeresspiegel. Das Gemeindegebiet umfasst 4,78 km².

## Geschichte
Die Ortschaft gehörte schon früh zum Herzogtum Lothringen. Im Mittelalter war Achain Teil der Seigneurie Morhange (Mörchingen). Es ist vermutet worden, dass die Ortschaft mit dem Ort Archesingas identisch sei, in dem 857 das Kloster Gorze begütert war.
1793 erhielt Achain im Zuge der Französischen Revolution (1789–1799) den Status einer Gemeinde und 1801 das Recht auf kommunale Selbstverwaltung. Es gehörte von 1801 bis 1871 zum früheren Département Meurthe, das 1871 in Département Meurthe-et-Moselle umbenannt wurde. 
Durch den Frankfurter Frieden vom 10. Mai 1871 kam die Region an das deutsche Reichsland Elsaß-Lothringen, und das Dorf wurde dem Kreis Château-Salins im Bezirk Lothringen zugeordnet. Die Dorfbewohner betrieben Getreide- und etwas Weinbau. Auf der Gemarkung des Dorfs gab es ein ergiebiges Gipslager. Seit 1790 waren hier die Bodenpreise sehr hoch.
Nach dem Ersten Weltkrieg musste die Region aufgrund der Bestimmungen des Versailler Vertrags 1919 an Frankreich abgetreten werden und wurde Teil des Département Moselle.  1921 wurde die Kirche der im Ersten Weltkrieg stark beschädigten Ortschaft wieder aufgebaut.
Im Zweiten Weltkrieg war die Region von der deutschen Wehrmacht besetzt und stand unter deutscher Verwaltung.

### Bevölkerungsentwicklung
| 1962 | 1968 | 1975 | 1982 | 1990 | 1999 | 2007 | 2019 |
| ---- | ---- | ---- | ---- | ---- | ---- | ---- | ---- |
| 118  | 97   | 89   | 79   | 95   | 95   | 92   | 79   |

## Wappen
Blasonierung: „Innerhalb eines silbernen Bordes, belegt mit acht roten Muscheln, in Blau ein goldener Reichsapfel mit schwarzem Band.“
Das Gemeindewappen ist das Wappen der Seigneurie Morhange, erweitert um die Muscheln, das Attribut des Schutzpatrons Jakobus (Saint Jacques) von Achain.